# François Périer
François Pillu, mai cunoscut prin numele de scenă François Périer, (n. 10 noiembrie 1919, Paris, Île-de-France, Franța – d. 28 iunie 2002, Paris, Île-de-France, Franța) a fost un actor francez de teatru și film.

## Biografie
François Périer a urmat cursul de artă dramatică René-Simon, fiind admis apoi la Conservatorul național superior de artă dramatică din Paris în același an cu Gérard Oury și Bernard Blier. Și-a făcut debutul pe scenă și în cinema în 1938.
Homosexual simpatic în Hôtel du Nord al lui Marcel Carné (1939), june prim timid și amuzant în L'Entraîneuse al lui Albert Valentin (1940), el s-a impus la sfârșitul anilor 1940 ca un actor de mare expresivitate în filme ca Un revenant al lui Christian-Jacque (1946) sau Le silence est d'or de René Clair (1947). În anii 1950 a contribuit la crearea universului poetic al lui Jean Cocteau din Orfeu, precum și a universului realist magic al lui Federico Fellini din Nopțile Cabiriei. În perioada de vârf a carierei lui din anii 1950, François Périer a dobândit reputația unui artist monden în cercurile artistice din Paris. A frecventat regulat salonul de ceai „Les Délices”, unde a închegat o prietenie intimă cu o tânără chelneriță, Paulette Karkos. În 1956 a jucat rolul Coupeau, muncitorul invalid și alcoolic din filmul Gervaise. Cu maturitate, el a interpretat personaje sumbre, tulburătoare și complexe precum comisarii din Samuraiul (1967) și Police Python 357 (1976), procurorul din Z (1969), patronul unui club de noapte din Cercul roșu (1970) sau avocatul eficient și omniprezent al lui Stavisky din filmul cu același nume (1973).
În paralel, a desfășurat o importantă carieră teatrală, interpretând roluri în piesele lui Molière, în piesele contemporane ale lui Jean-Paul Sartre, Félicien Marceau sau Jean Anouilh și în piesele de teatru bulevardier ale lui Marcel Achard, André Roussin și Françoise Dorin.
S-a căsătorit cu actrița de comedie Jacqueline Porel în 1941 și a fost tatăl jurnalistei Anne-Marie Périer (cea de-a treia soție a cântărețului Michel Sardou) și al lui Jean-Pierre Périer, asistent de regie al lui Costa-Gavras (Compartiment tueurs) și Anatole Litvak (Noaptea generalilor), care a murit în 1966. De asemenea, l-a recunoscut ca fiu pe Jean-Marie Périer, celebrul fotograf al perioadei yé-yé, născut dintr-o relație anterioară a Jacquelinei Porel cu Henri Salvador.
A divorțat de  Jacqueline Porel în 1947 și s-a recăsătorit în 1949 cu actrița Marie Daëms, de care s-a despărțit în 1959. S-a căsătorit pentru a treia oară în 1961 cu Colette Boutoulaud, ultima lui soție.
Începând din 1956 a narat poveștile colecției de discuri Philips.
A murit în anul 2002 în urma unui stop cardiac și a fost înmormântat în cimitirul Passy, alături de actrița de comedie Réjane, bunica primei sale soții.

## Citate
„[Eu sunt] destul de fericit că sunt actor de comedie. Când văd epoca în care trăim, iraționalitatea care este adesea regula de viață a contemporanilor noștri, sunt destul de fericit că nu aparțin acestei lumi”.

## Activitatea teatrală

### Actor de comedie
- 1938 : Les Jours heureux de Claude-André Puget, théâtre Michel
- 1939 : Mailloche de René Dorin, théâtre de la Madeleine
- 1940 : La Familiale de Jean de Létraz, théâtre de la Michodière
- 1941 : La Nuit de printemps de Pierre Ducrocq, regizat de autor, théâtre Saint-Georges
- 1942 : Une jeune fille savait d'André Haguet, regizat de Louis Ducreux, théâtre des Bouffes-Parisiens
- 1942 : Colinette de Marcel Achard, regizat de Pierre Dux, théâtre de l'Athénée
- 1946 : La Route des Indes de Jacques Deval după Ronald Harwood, théâtre des Ambassadeurs
- 1948 : Les Mains sales de Jean-Paul Sartre, regizat de Pierre Valde, théâtre Antoine
- 1950-1952: Bobosse de André Roussin, regizat de autor, théâtre royal du Parc, apoi théâtre des Célestins și théâtre de la Michodière
- 1952 : Un beau dimanche de Jean-Pierre Aumont, théâtre de la Michodière, apoi théâtre des Célestins
- 1953-1955 : Le Ciel de lit de Jan de Hartog, regizat de Pierre Fresnay, théâtre de la Michodière, apoi théâtre des Célestins
- 1955 : Le Mal d'amour de Marcel Achard, regizat de François Périer, théâtre de la Michodière
- 1956 : Le Séducteur de Diego Fabbri, regizat de François Périer, théâtre de la Michodière
- 1957 : Bobosse de 'André Roussin, regizat de l'auteur, théâtre de la Michodière
- 1959 : Gog et Magog de Roger MacDougall și Ted Allan, regizat de François Périer, théâtre de la Michodière
- 1960 : Tartuffe de Molière, regizat de Roland Piétri, comédie des Champs-Élysées
- 1960 : Le Songe du critique de Jean Anouilh, regizat de autor, comédie des Champs-Élysées
- 1962 : Johnnie Cœur de Romain Gary, regizat de François Périer, théâtre de la Michodière
- 1964 : Gog et Magog de Roger MacDougall et Ted Allan, regizat de François Périer, théâtre des Célestins
- 1964-1966 : La Preuve par quatre de Félicien Marceau, regizat de autor, théâtre de la Michodière, apoi théâtre des Célestins
- 1967 : Un jour j'ai rencontré la vérité de Félicien Marceau, regizat de André Barsacq, comédie des Champs-Élysées
- 1968 : Le Diable et le Bon Dieu de Jean-Paul Sartre, regizat de Georges Wilson, TNP Théâtre de Chaillot
- 1969 : Un jour j'ai rencontré la vérité de Félicien Marceau, regizat de André Barsacq, théâtre des Célestins
- 1970 : Le Diable et le Bon Dieu de Jean-Paul Sartre, regizat de Georges Wilson, TNP Festival d'Avignon
- 1970 : Ne réveillez pas Madame de Jean Anouilh, regizat de autor și de Roland Piétri, comédie des Champs-Élysées
- 1974 : Le Tube de Françoise Dorin, regizat de François Périer, théâtre Antoine
- 1976-1978 : Equus de Peter Shaffer, regizat de John Dexter, théâtre de l'Athénée-Louis-Jouvet, apoi théâtre des Célestins
- 1979-1981 : Coup de chapeau de Bernard Slade, regizat de Pierre Mondy, théâtre de la Michodière, apoi théâtre des Célestins
- 1982 : Amadeus de Peter Shaffer, regizat de Roman Polanski, théâtre Marigny
- 1984 : Tartuffe de Molière, regizat de Jacques Lassalle, Théâtre national de Strasbourg
- 1985-1987  : L'âge de monsieur est avancé de Pierre Etaix, regizat de Jean Poiret, comédie des Champs-Élysées puis théâtre des Célestins
- 1988  : Moartea unui comis voiajor de Arthur Miller, regizat de Marcel Bluwal, Théâtre national de l'Odéon, apoi théâtre de Nice

### Regizor
- 1955 : Le Mal d'amour de Marcel Achard, théâtre de la Michodière
- 1956 : Le Séducteur de Diego Fabbri, théâtre de la Michodière
- 1959 : Gog et Magog de Roger MacDougall et Ted Allan, théâtre de la Michodière
- 1962 : Johnnie Cœur de Romain Gary, théâtre de la Michodière
- 1965 : Au revoir Charlie de George Axelrod, théâtre des Ambassadeurs
- 1965 : Les Séquestrés d'Altona de Jean-Paul Sartre, théâtre de l'Athénée
- 1974 : Le Tube de Françoise Dorin, théâtre Antoine
- 1975 : Gog et Magog de Roger MacDougall et Ted Allan, théâtre de la Michodière
- 1978 : Les Mains sales de Jean-Paul Sartre, tournée Baret

## Filmografie

### Filme de cinema
- 1938 : La Chaleur du sein de Jean Boyer : Batilly
- 1938 : Hôtel du Nord de Marcel Carné : Adrien
- 1939 : La Fin du jour de Julien Duvivier : ziaristul
- 1939 : Le Veau gras de Serge de Poligny : Gaston Vachon
- 1939 : Bifur 3 de Maurice Cam - filmările au fost oprite ca urmare a declarării războiului și reluate în 1944, filmul a rămas neterminat.
- 1939 : L'Entraîneuse de Albert Valentin : Jean
- 1940 : Fantasia de Walt Disney, narațiune în limba franceză (data dublajului necunoscută).
- 1940 : La Grande Leçon de Robert Péguy - copia filmului a fost distrusă
- 1941 : Le Duel de Pierre Fresnay : François
- 1941 : Premier Bal de Christian-Jaque : Ernest Villar
- 1941 : Les Jours heureux de Jean de Marguenat : Bernard
- 1942 : Mariage d'amour d'Henri Decoin : Pierre
- 1942 : Lettres d'amour de Claude Autant-Lara : François de Portal
- 1943 : Le Camion blanc de Léo Joannon : François Ledru
- 1943 : La Ferme aux loups de Richard Pottier : Bastien
- 1944 : Bonsoir mesdames, bonsoir messieurs de Roland Tual : Dominique Verdelet
- 1944 : L'Enfant de l'amour de Jean Stelli : Maurice Orland
- 1946 : Sylvie et le Fantôme de Claude Autant-Lara : Ramure
- 1946 : La Tentation de Barbizon de Jean Stelli : Diavolul / dl. Atkinson
- 1946 : Au petit bonheur de Marcel L'Herbier : Denis Carignol
- 1946 : Un revenant de Christian-Jaque : François Nisard
- 1947 : Le silence est d'or de René Clair : Jacques
- 1948 : Une jeune fille savait de Maurice Lehmann : Coco
- 1948 : La Vie en rose de Jean Faurez : François Lecoc
- 1948 : Femme sans passé de Gilles Grangier : Michel
- 1949 : Jean de la Lune de Marcel Achard : Cloclo
- 1949 : Retour à la vie de Georges Lampin (segmentul Le Retour d'Antoine) : Antoine
- 1950 : La Souricière de Henri Calef : Michel Riverain
- 1950 : Au p'tit zouave de Gilles Grangier
- 1950 : Les Anciens de Saint-Loup de Georges Lampin : Charles Merlin
- 1950 : Orphée de Jean Cocteau : Heurtebise
- 1950 : Souvenirs perdus de Christian-Jaque (segmentul Une couronne mortuaire) : Jean-Pierre Delagrange
- 1951 : Sous le ciel de Paris de Julien Duvivier (voce)
- 1951 : Mon phoque et elles de Pierre Billon : François Verville
- 1952 : L'Amour, Madame de Gilles Grangier : François Célérier
- 1952 : Elle et moi de Guy Lefranc : Jean
- 1953 : Les Amants de Villa Borghese (Villa Borghese) de Gianni Franciolini : profesorul
- 1953 : Bonjour Paris ! de Jean Image (voce)
- 1953 : Un trésor de femme de Jean Stelli : François Delaroche
- 1953 : Jeunes Mariés de Gilles Grangier : Jacques Delaroche
- 1953 : Capitaine Pantoufle de Guy Lefranc : Emmanuel Bonavent
- 1954 : Scènes de ménage de André Berthomieu : dl. Trielle
- 1954 : Quelques pas dans la vie (Tempi nostri) de Alessandro Blasetti și Paul Paviot (segmentul Le Baiser)
- 1954 : Secrets d'alcôve de Jean Delannoy (segmentul Le Lit de la Pompadour) : Bertrand Germain-Latour
- 1954 : Cadet Rousselle de André Hunebelle : Cadet Rousselle
- 1954 : La Cigale et la Fourmi, desen animat de Jean Image : naratorul
- 1955 : Les Évadés de Jean-Paul Le Chanois : François
- 1955 : Escale à Orly de Jean Dréville : Pierre Brissac
- 1956 : L'Homme qui n'a jamais existé (The Man Who Never Was) de Ronald Neame
- 1956 : Gervaise de René Clément : Henri Coupeau
- 1956 : Je reviendrai à Kandara de Victor Vicas : André Barret
- 1957 : Charmants Garçons de Henri Decoin : Robert
- 1957 : Que les hommes sont bêtes de Roger Richebé : Roland Devère
- 1957 : Les Louves de Luis Saslavsky : Bernard Gervais-Laroche
- 1957 : Nopțile Cabiriei (Le Notti di Cabiria) de Federico Fellini : Oscar d'Onofrio
- 1957 : Tous peuvent me tuer de Henri Decoin : directorul închisorii
- 1957 : Les étoiles ne meurent jamais de Max de Vaucorbeil :  Narrateur - Film de montage sur les vedettes des années 1930 et 1940
- 1958 : Facerea lumii (La Création du monde / Stvoření světa) de Eduard Hofman (voce narator-ed. franceză)
- 1958 : La Bigorne, caporal de France de Robert Darène : La Bigorne
- 1958 : Maxime de Henri Verneuil (voce)
- 1959 : Nous sommes tous coupables (Il magistrato)  de Luigi Zampa : Luigi Bonelli
- 1959 : Bobosse de Étienne Périer : Tony Varlet / Bobosse et tous les personnages du rêve
- 1959 : Les Affreux de Marc Allégret (voce)
- 1960 Testamentul lui Orfeu (Le Testament d’Orphée ou ne me demandez pas pourquoi), regia Jean Cocteau : Heurtebise
- 1960 : La Corde raide de Jean-Charles Dudrumet : Daniel Lambert
- 1960 : La Française et l'Amour de Christian-Jaque (segmentul Le Divorce) : Michel
- 1960 : Chien de pique de Yves Allégret
- 1960 : Réveille-toi chérie de Claude Magnier : Robert
- 1961 : Les Amours de Paris de Jacques Poitrenaud : Maurice Lasnier
- 1961 : L'Amant de cinq jours de Philippe de Broca : Georges
- 1962 : Les Veinards de Jean Girault (segmentul Le Manteau de vison) : Jérôme Boisselier
- 1962 : Les Petits Matins de Jacqueline Audry : bărbatul de 40 de ani
- 1963 : Le Coup de bambou de Jean Boyer : Léon Brissac
- 1963 Tovarășii (I compagni), regia Mario Monicelli
- 1963 : Dragées au poivre de Jacques Baratier : dl. Legrand
- 1963 : Annonces matrimoniales (La visita)  de Antonio Pietrangeli : Adolfo
- 1964 : Week-end la Zuydcoote (Week-end à Zuydcoote), regia Henri Verneuil : Alexandre
- 1966 : Les Enfants du palais de Jean-Marie Périer
- 1967 : Un homme de trop de Constantin Costa-Gavras : Moujon
- 1967 : Samuraiul de Jean-Pierre Melville : comisarul
- 1968 : Les Gauloises bleues de Michel Cournot : naratorul
- 1969 : Z de Constantin Costa-Gavras : procurorul
- 1970 : Tumuc Humac de Jean-Marie Périer : le juge
- 1970: Capriciile Mariei (Les Caprices de Marie), de Philippe de Broca : Jean-Jules de Lépine
- 1970 : Cercul roșu de Jean-Pierre Melville  : dl. Santi
- 1971 : Fata și comisarul (Max et les Ferrailleurs) de Claude Sautet : Rosinsky
- 1971 : Juste avant la nuit de Claude Chabrol : François Tellier
- 1972 : La Nuit bulgare de Michel Mitrani : dl. Lafond
- 1972 : Atentatul (L'Attentat), regia Yves Boisset : Rouannat
- 1973 : Nous voulons les colonels (Vogliamo i colonnelli) de Mario Monicelli
- 1973 : Antoine et Sébastien de Jean-Marie Périer : Antoine
- 1973 : Stavisky de Alain Resnais : Albert Borelli
- 1975 : Docteur Françoise Gailland de Jean-Louis Bertuccelli : Gérard
- 1975 : La Spirale de Armand Mattelart : naratorul
- 1976 : Police Python 357 de Alain Corneau : comisarul Ganay
- 1976 : Ben et Bénédict de Paule Delsol : naratorul
- 1977 : Baxter, Vera Baxter de Marguerite Duras : vocea lui Jean Baxter
- 1978 : La Raison d'État de André Cayatte : profesorul Marot
- 1979 : La Guerre des polices de Robin Davis : Colombani
- 1980 : Le Bar du téléphone de Claude Barrois : comisarul Claude Joinville
- 1983 : Le Battant de Robin Davis și Alain Delon : Gino Ruggieri
- 1984 : Le Tartuffe de Gérard Depardieu : Orgon
- 1987 : Soigne ta droite de Jean-Luc Godard : bărbatul
- 1990 : Lacenaire de Francis Girod : tatăl lui Lacenaire
- 1991 : Madame Bovary de Claude Chabrol : naratorul
- 1991 : La Pagaille de Pascal Thomas : Gabriel
- 1992 : Voyage à Rome de Michel Lengliney : tatăl
- 1996 : Mémoires d'un jeune con de Patrick Aurignac : tatăl lui Frédéric

### Scurtmetraje și documentare[13]
- 1949 : Un chien et Madame, scurtmetraj de Marcel Martin : narator
- 1951 : L'Affaire Manet, scurtmetraj documentar de Jean Aurel : narator
- 1951 : Vedettes sans maquillage, scurtmetraj de Jacques Guillon : el însuși
- 1957 : Rendez-vous à Melbourne, scurtmetraj de René Lucot : narator
- 1958 : Derrière la grande muraille, documentar de Robert Ménégoz : narator
- 1958 : L'Américain se détend, scurtmetraj documentar de François Reichenbach : narator
- 1959 : Saint-Blaise des Simples, documentar de Philippe Joulia : narator
- 1960 : Zaa, petit chameau blanc; scurtmetraj de Jacques Poitrenaud (voce)
- 1963 : La Meuse, fleuve de guerre, fleuve de paix, scurtmetraj documentar de Édouard Logereau : narator
- 1964 : Les Comédiens, scurtmetraj de Jacques Thierry
- 1967 : Le Temps des doryphores, documentar de Dominique Rémy : narator
- 1971 : Primer ano, documentar de Patricio Guzman : narator
- 1973 : Un monstre, scurtmetraj de Jean-Marie Périer (TV)
- 1974 : Les Deux Mémoires, documentar de Jorge Semprún : narator
- 1978 : Le fond de l'air est rouge, documentar de Chris Marker : narator
- 1977 : Sartre par lui-même, documentar de Alexandre Astruc : narator
- 1984 : 2084, videoclip documentar de Chris Marker (TV) : narator
- 1986 : Mémoires pour Simone, documentar de Chris Marker : narator
- 1990 : Ne m'oubliez pas, hommage à Bernard Blier, documentar de Mathias Ledoux (TV) : el însuși

### Filme de televiziune
- 1954 : Les Jours heureux de Maurice Cazeneuve
- 1955 : Le Ciel de lit de Marcel L'Herbier
- 1960 : C'est dans la boîte de Alexandre Tarta
- 1963 : Treize contes de Maupassant de Carlo Rim : narator
- 1968 : L'Enfant de la haute mer de Roger Kahane : narator
- 1968 : Les Enfants du palais de Jean-Marie Périer
- 1975 : Sara de Marcel Bluwal : Rétif de la Bretonne
- 1978 : Mazarin de Pierre Cardinal : Mazarin
- 1979 : Un comédien lit un auteur : François Périer lit Anatole France
- 1983 : Thérèse Humbert  de Marcel Bluwal : maître Dumont
- 1984 : Jacques le fataliste et son maître de Claude Santelli : Denis Diderot
- 1984 : Caracatița (La Piovra) de Damiano Damiani : avocatul Terrasini
- 1985 : Caracatița 2 (La Piovra 2) de Florestano Vancini : avocatul Terrasini
- 1987 : Caracatița 3 (La Piovra 3) de Luigi Perelli : avocatul Terrasini
- 1990 : Le Gorille chez les Mandingues de Denys de La Patellière : colonelul Berthomieu poreclit « le Vieux »
- 1990 : Le Gorille compte ses abattis de Jean Delannoy : colonelul Berthomieu poreclit « le Vieux »
- 1990 : Le Gorille dans le pot au noir de Patrick Jamain : colonelul Berthomieu poreclit « le Vieux »
- 1990 : Le Pavé du Gorille de Roger Hanin : colonelul Berthomieu poreclit « le Vieux »
- 1990 : La Peau du Gorille de Édouard Molinaro : colonelul Berthomieu poreclit « le Vieux »
- 2000 : Salut sex ! de Jean-Marie Périer : el însuși

## Discografie
François Périer a fost naratorul poveștilor de pe mai multe discuri pentru copii.
- 1953 : Peter Pan - Le Petit Ménestrel
- 1953 : Cendrillon - Le Petit Ménestrel
- 1953 : Pinocchio - Le Petit Ménestrel
- 1954 : Pierrot mon ami - Frémeaux & Associés
- 1955 : La belle et le clochard - Le Petit Ménestrel
- 1955 : Le loup et l'agneau - Le Petit Ménestrel
- 1955 : La cigale et la fourmi - Le Petit Ménestrel
- 1956 : Blanche neige et les sept nains - Le Petit Ménestrel
- 1956 : Davy Crockett - Le Petit Ménestrel
- 1956 : Moby Dick - L'encyclopédie sonore
- 1957 : Le petit tailleur - Disques Barclay
- 1957 : Babar n°1 : Histoire de Babar le petit éléphant - Disques Festival
- 1957 : Babar n°2 : Le voyage de Babar - Disques Festival
- 1957 : Babar n°3 : Le Roi Babar - Disques Festival
- 1957 : Babar n°4 : Babar en famille - Disques Festival
- 1957 : Babar n°5 : Babar et le Père Noël - Disques Festival
- 1957 : Babar n°6 : Babar et le professeur Grifaton - Disques Festival
- 1957 : Babar n°7 : Babar et ce coquin d'Arthur - Disques Festival
- 1957 : Piccolo, Saxo et Compagnie - Disques Philips
- 1957 : Passeport pour Piccolo, Saxo et compagnie - Disques Philips
- 1958 : Piccolo, Saxo et le cirque Jolibois - Disques Philips
- 1958 : La prise de Jéricho - Jéricho
- 1960 : La grenouille bleue - L'Encyclopédie sonore
- 1960 : Hans le petit soldat - Enfance du monde
- 1960? : L'Iliade et l'Odyssée - Éditions sonores Bordas
- 1961 : Les Robinsons des mers du sud - Le Petit Ménestrel
- 1961 : Les aventures de Tom Pillibi - Disques Philips
- 1961 : Les princesses de la nuit - Pathé
- 1963 : Les États-Unis : des origines à l'Indépendance - L'histoire vivante
- 1965 : Les contes du chat perché : les bœufs, le chien, le loup, le problème - Vogue
- 1967? : Les misérables - Le Petit Ménestrel
- 1970 : Antonio Vivaldi : sa vie, ses œuvres - Le Petit Ménestrel
- 1972 : Buffalo Bill et l'épopée du far-west - Le Petit Ménestrel
- 1957? : Les plus belles fables de La Fontaine - Le Petit Ménestrel
- 19xx : Félix Mendelssohn : sa vie, ses œuvres - Le Petit Ménestrel
- 1970? : La symphonie pastorale - Disques Philips
- 1972 : Piccolo et Saxo à Music City - Disques Philips
- 19xx : La bête qui mangeait les jouets - Orchestre De Chambre De L'ORTF
- 1975 : L'enfant d'éléphant - Le Chant du Monde
- 1975 : Le chat qui s'en va tout seul - Le Chant du Monde
- 19xx : Fantasia - Buena vista
- 19xx : Pierre et le loup - Mode

## Premii
- BAFTA 1957: cel mai bun actor străin pentru Gervaise
- Prix du Brigadier 2005>: „Brigadier d'honneur” post-mortem pentru întreaga sa carieră

## Legături externe
- François Périer la Internet Movie Database
- Les Archives du spectacle
- Les Gens du cinéma
- Interview de François Périer en 1967 Arhivat în 13 august 2010, la Wayback Machine., une archive de la Télévision suisse romande
- L'Encinémathèque Arhivat în 23 iulie 2014, la Wayback Machine.